# Liste der Naturdenkmale in Meudt
Die Liste der Naturdenkmale in Meudt nennt die im Gemeindegebiet von Meudt ausgewiesenen Naturdenkmale (Stand 13. Juni 2024).

## Ehemalige Naturdenkmale
| Nr. | Bezeichnung       | Lage                                                               | Beschreibung                                                             | Bild                                    |
| --- | ----------------- | ------------------------------------------------------------------ | ------------------------------------------------------------------------ | --------------------------------------- |
|     | Drei-Kaiser-Eiche | Dahlen, südlich des Ortes an der K 101; Abteilung Steinbrüche Lage | Quercus robur, wohl 1888 gepflanzt; Rechtsverordnung vor 2009 aufgehoben | Direkt Bild zu diesem Denkmal hochladen |